# Conch Bay
Conch Bay è una serie televisiva d'animazione cinese prodotta dalla Shenzhen Huaqiang Culture nel 2009. Il cartone ha come protagonista il piccolo Ray, bambino dotato di uno straordinario potere che gli permette di vivere anche sott'acqua. La madre è una delfina, Bianca, ha una sorella, Lulù, anch'essa delfina. Nelle sue avventure si troverà spesso ad aiutare anche gli umani oltre che i suoi amici marini; accolto dalla famiglia della piccola Gina a Conch Bay, dopo averla salvata dall'annegamento, Ray troverà molti nuovi amici anche in mare primi tra tutti Rock e Zio Polipo.

## Personaggi e Doppiatori
- Ray: Simona Chirizzi
- Lulù: Alice Felli
- Rock/Sindaco/Quantin: Stefano Valli
- Dr. Oliver: Stefano Santerini
- Mumble: Claudia Spadari
- Gina: Jessica Bologna